# هارتمانسدورف-رایشناو
هارتمانسدورف-رایشناو (به آلمانی: Hartmannsdorf-Reichenau) یک شهر در آلمان است که در زکزیشه شوایتس-اوسترتسگبیرگه واقع شده‌است. هارتمانسدورف-رایشناو ۱٬۲۱۲ نفر جمعیت دارد.